# Ziemiełowice
Ziemiełowice (niem. Simmelwitz) – wieś w Polsce położona w województwie opolskim, w powiecie namysłowskim, w gminie Namysłów.
W latach 1975–1998 miejscowość administracyjnie należała do ówczesnego województwa opolskiego.

## Położenie
Ziemiełowice są położone 4 km na południowy wschód od Namysłowa, przy głównej drodze prowadzącej do Opola.

## Nazwa
Po raz pierwszy wieś wzmiankowano w dokumentach źródłowych w roku 1309 pod nazwą Zemilewicz, po czym w roku 1353 zanotowano ją jako Symelwicz. W 1475 roku w łacińskich statutach Statuta Synodalia Episcoporum Wratislaviensium miejscowość wymieniona jest w zlatynizowanej staropolskiej formie Semilwicz.

## Historia

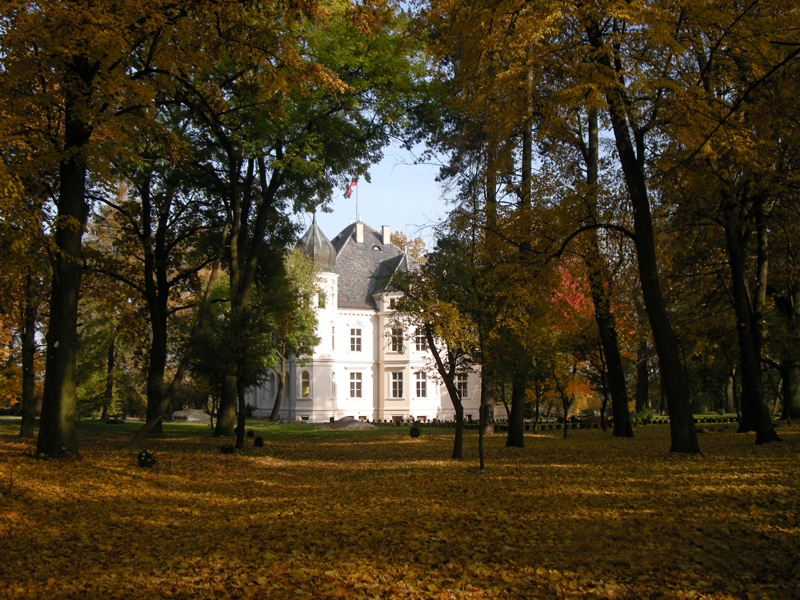
Pałac jesienią

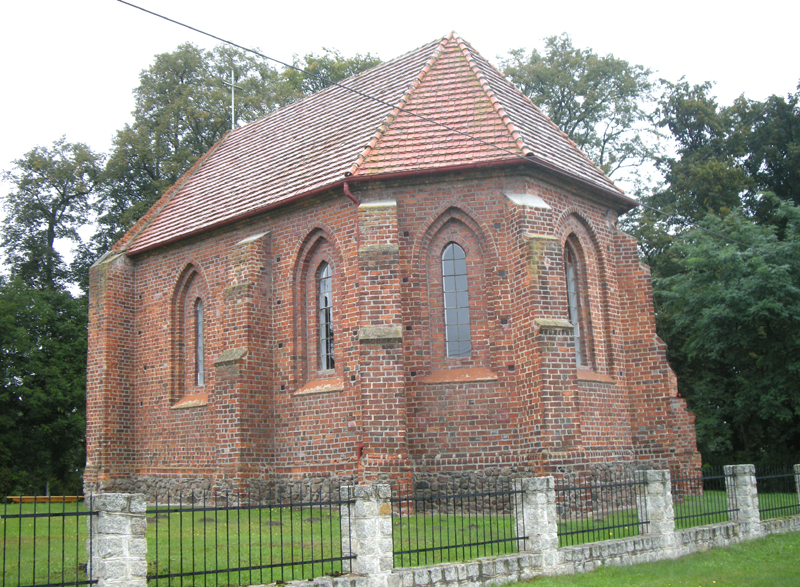
Kościół pw. św. Marii Magdaleny

Rozwój majątku ziemskiego przypadł na wiek XVIII i XIX. Wzniesiono wówczas szereg budynków gospodarczych, w tym gorzelnię i kuźnie dworską. W XIX wieku właścicielem dóbr został Rudolf von Methner, którego majątek rozciągał się na obszarze 700 ha. Zajmowano się w nim uprawą roli, a także wypasem owiec, oraz hodowlą bydła. W 1898 roku stary dwór przeznaczono dla ogrodnika i przebudowano go z użyciem konstrukcji ryglowej (ramowej).
Układ przestrzenny wsi ukształtowany w XIX wieku zachował swój charakter, z typowym podziałem na parcele, z zabudowaniami ustawionymi szczytami do ulicy. Większość budynków mieszkalnych i gospodarczych pochodzi z początku XX wieku. Ziemiełowice przed 1945 rokiem należały do grona tych miejscowości ziemi namysłowskiej, w których mimo częściowej germanizacji, utrzymał się żywioł polski, a miejscowa ludność w sporej większości zachowała polsko brzmiące nazwiska i polską mowę.

## Zabytki
Do wojewódzkiego rejestru zabytków wpisane są:
- prezbiterium kościoła, obecnie kościół fil. pw. św. Marii Magdaleny, gotyckie z poł. XIV w., l. 1958-1960, pierwotnie istniała mała kapliczka, którą po dobudowaniu gotyckiego prezbiterium i drewnianej nawy zamieniono na zakrystię. Po pożarze w 1762 roku kościół popadł w ruinę. Dopiero w latach 1958-60 mieszkańcy Ziemiełowic odbudowali oryginalny, murowany z cegły w polskim wątku, gotycki korpus prezbiterium. wypisane z księgi rejestru
- zespół pałacowy, z k. XIX w.:
  - pałac, w 1898 roku w szczycie świetności majątku, rodzina Methnerów wzniosła eklektyczny pałac, z przewagą form neomanierystycznych i neobarokowych. W latach 80. XX w. pałac sukcesywnie niszczał i popadał w ruinę, z której na początku XXI wieku podniosła go rodzina Praskich z Opola
  - park krajobrazowy - park angielski, który także nosił cechy eklektyczne, czego wyrazem był francuski ogród przy południowej elewacji pałacu.